# Yves Kugelmann
Yves Kugelmann (* 1971 in Basel) ist ein Schweizer Journalist und Publizist.
Kugelmann arbeitet seit 1990 als Journalist. 1996 wurde er stellvertretender Chefredaktor und 1998 Chefredaktor bei der Jüdischen Rundschau. 2001 wurde er Chefredaktor bei der JM Jüdische Medien AG, die den Tachles (hervorgegangen u. a. aus der Jüdischen Rundschau) und die Revue Juive (französische Ausgabe von Tachles) herausgibt und von 2004 bis 2009 auch den Aufbau herausgab. 2008 übernahm er die JM Jüdische Medien AG.
Er ist Mitglied in den Stiftungsräten des Anne Frank-Fonds, Basel, sowie der Stiftung Öffentlichkeit und Gesellschaft, Zürich, die das Jahrbuch Qualität der Medien publiziert. 2010 gründete er die Stiftung für Gesellschaft, Kultur und Presse, Schweiz, deren Stiftungsrat er präsidiert.